# Niels K. Jerne
Niels Kaj Jerne (født 23. december 1911 i London, død 7. oktober 1994) var en dansk (engelsk-født) immunolog. Han blev tildelt Nobelprisen i fysiologi eller medicin i 1984. Begrundelsen lyder: "For teorier omhandlende specificiteten i udviklingen og kontrollen af immunsystemer og opdagelsen af princippet bag monoklonale modstoffer". Han delte prisen med Georges J. F. Köhler og César Milstein.

## De første år
Hans forfædre havde boet på Fanø i århundreder, men i 1910 flyttede hans forældre til London, hvor Jerne blev født i 1911. Under Første Verdenskrig flyttede familien til Holland og Jernes ungdomsår blev udlevet i Rotterdam. Efter at have studeret fysik i to år ved Leiden Universitet flyttede Jerne til København og skiftede studieretning til medicin. Han afsluttede sine studier ved Københavns Universitet i 1947, og i 1951 fik han en doktorgrad.
Omtales i bogen Det 20. århundrede - De 100 mest betydningsfulde personer i Danmark redigeret af Connie Hedegaard og Claus Hagen Petersen.

## Privatliv
Jerne blev gift tre gange og fik to sønner. Ivar Jerne (født 1936) og Donald Jerne (født 1941) med konen Tjek Jerne. Han fik også en tredje søn i 1971 med Gertrud Wettstein kaldet Andreas Wettstein.